# Victi: Blood Bitterness
Victi: Blood Bitterness (ou Vigil: Blood Bitterness) est un jeu vidéo d'aventure développé et édité par Freegamer, sorti en 2006 sur Windows.

## Accueil
- Adventure Gamers : 2/5[1]
- GamesRadar+ : 3/5[2]